# 伯克滕

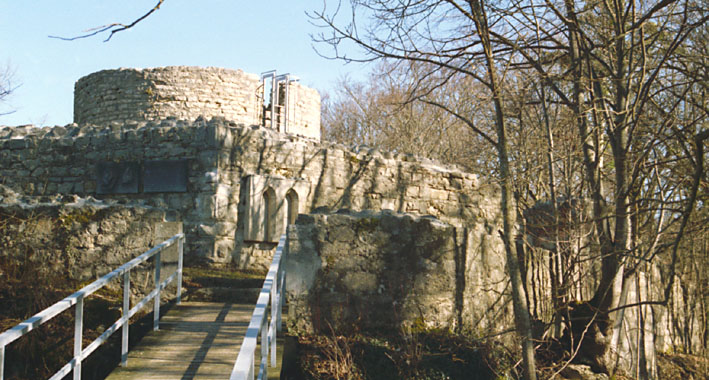

伯克滕是瑞士的一个镇，位於該國北部，由巴塞爾鄉村州負責管轄，面積2.28平方公里，海拔高度385米，2012年人口780，六成人口信奉基督教，人口密度每平方公里342人。

## 外部連結
- Official Website （页面存档备份，存于） （德文）